# سامی اللنقاوی
سامی اللنقاوی (انگلیسی: Sami Al-Lanqawi; ۱ ژوئن ۱۹۷۲ – ۳۰ نوامبر ۱۹۹۷) بازیکن فوتبال اهل کویت بود.
از باشگاه‌هایی که در آن بازی کرده است می‌توان به باشگاه ورزشی العربی کویت اشاره کرد.
وی همچنین در تیم ملی فوتبال کویت بازی کرده است.